# Konstantin Schubert (Radsportler)

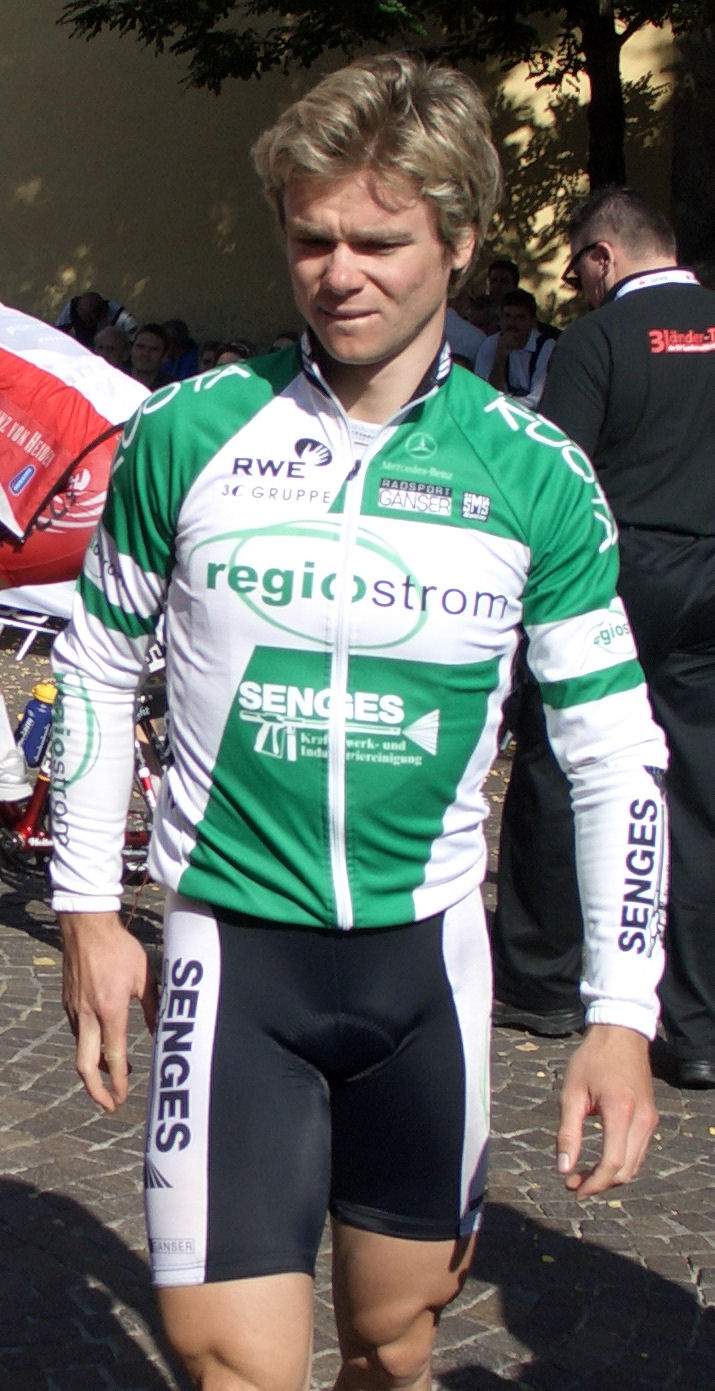
Konstantin Schubert

Konstantin Schubert (* 3. Mai 1982 in Pforzheim) ist ein ehemaliger deutscher Radrennfahrer.
Schubert begann seine Karriere  2005 bei dem deutschen Continental Team Comnet-Senges. Bei Nokere Koerse belegte er 2007 den siebten Rang und bei Rund um Düren wurde er Zweiter. Außerdem gewann er die Silbermedaille bei den Deutschen Bergmeisterschaften und sicherte sich die Bergwertung der Bayern-Rundfahrt.
Für die Saison 2008 hatte Schubert einen Vertrag mit dem italienischen Professional Continental Team NGC Medical-OTC Industria Porte. Nachdem sich das Team mit dem deutschen Sponsor Storck Bicycle überwarf und der darauf aus dem Vorvertrag ausstieg, wollte NGC Medical Schubert und Robert Retschke, den man ebenfalls verpflichtet hatte, nicht in der Mannschaft haben.

## Teams
- 2005: Comnet-Senges
- 2006: Regiostrom-Senges
- 2007: Regiostrom-Senges
- 2008: NGC Medical-OTC Industria Porte